# Thomas Dakayi Kamga
Pour les articles homonymes, voir Kamga.
Thomas Dakayi Kamga, né le  6 décembre 1944 à Bandja et mort le 26 octobre 2024 à Compiègne, est ministre camerounais titulaire des portefeuilles ministériels des travaux publics, de l'équipement de 1983 à 1985, et ancien directeur de la Camair. 

## Biographie

### Enfance, éducation et débuts
Thomas Dakayi Kamga naît le 6 décembre 1944 à Bandja dans le Haut-Nkam Cameroun. Il est ingénieur de l'école Centrale de Paris (promotion 1967).

### Carrière
Thomas Dakayi Kamga assume les fonctions de directeur général adjoint de la Sonel, ministre des travaux publics, ministre de l'Équipement dans le Gouvernement Bello Bouba Maigari (1) de 1983 à 1985. Il dirige la compagnie aérienne nationale du Cameroun, la Cameroon Airlines,,,. Il est aussi commis par l'état du Cameroun comme secrétaire général de la Communauté économique et monétaire de l'Afrique centrale (CEMAC). Il fonde en 2000 un Cabinet Conseil (DAKAYI MULTID Consulting) spécialisé dans les travaux publics, les études et la maîtrise d’œuvre. En 2008, il devient le Président du Directoire de l'Association Culturelle NUFI.
Thomas Dakayi Kamga est décédé le 26 octobre 2024 à Compiègne, des suite d'une maladie, à l'âge de 79 ans.